# Józef Trela
Józef Trela (ur. 10 marca 1943 w Smęgorzowie koło Dąbrowy Tarnowskiej) – polski duchowny katolicki, proboszcz parafii Żmiąca w latach 1991–2013, społecznik.

## Życiorys
Po maturze wstąpił do Wyższego Seminarium Duchownego w Tarnowie, a po jego ukończeniu przyjął święcenia kapłańskie z rąk bpa Jerzego Ablewicza 2 czerwca 1968 roku. Jako wikariusz pracował m.in. w następujących parafiach: Laskowa (1973-1977), Brzeźnica, Tuchów – Św. Jakuba i Słopnice. Został mianowany proboszczem w Zbyszycach do czasu aż tę parafię przejęli księża Duchacze. W lipcu 1991 roku objął probostwo w parafii pw. Najświętszego Serca Pana Jezusa w Żmiącej, które pełnił do czasu przejścia na emeryturę w 2013 roku. Z wielkim mozołem i osobistym zaangażowaniem doprowadził do ukończenia inwestycji, jaką była budowa plebanii, która po kościele i obok miejscowej szkoły stała się miejscem spotkań mieszkańców wsi.
Ks. Trela postawił sobie ponadto za cel upowszechnienie lokalnej historii zarówno pośród swoich parafian, jak i poza granicami Żmiącej. Jako proboszcz co tydzień przygotowywał parafianom lekcję historii lokalnej. Dzięki temu poznali dzieje powstania swojej parafii, losy ludzi, którzy stamtąd się wywodzili, czy też opisy tradycji i zwyczajów. Ksiądz Józef Trela skompilował zgromadzone przez siebie historyczne materiały i tak powstała licząca kilka tysięcy stron, lektura – niosąca naukę i historyczne przesłanie dla przyszłych pokoleń. Ogromną zasługą ks. Treli jest także ocalenie pism i dokumentów po ks. Bernardynie Dziedziaku – proboszczu z Ujanowic i kandydacie na ołtarze.
W 2012 r. z rąk ks. Ireneusza Skubisia, redaktora naczelnego „Niedzieli” otrzymał medal „Mater Verbi” za zaangażowanie na rzecz upowszechniania prasy katolickiej. W 2017 roku został obdarzony godnością Kanonika Honorowego Kapituły kolegiackiej w Nowym Sączu, a w 2020 roku został odznaczony przez Prezydenta RP Złotym Krzyżem Zasługi za zasługi w działalności na rzecz społeczności lokalnej.